# ジョゼ・カルロス・ジ・アウメイダ
ゼ・カルロス（Zé Carlos）こと、ジョゼ・カルロス・ジ・アウメイダ（José Carlos de Almeida、1967年11月14日 - 2024年10月25日）は、ブラジル・サンパウロ州出身の元同国代表サッカー選手。ポジションはディフェンダー。

## 経歴
1998年と1999年にカンピオナート・パウリスタを2年連続で制した。1998 FIFAワールドカップに控えとして出場。
2024年10月25日の朝、オサスコの親戚の家で心肺停止の状態で見つかり、サント・アントニオの診療所で緊急治療を受けたが死亡した。56歳没。

## 代表歴

### 出場大会
- ブラジル代表
  - 1998 FIFAワールドカップ

### 試合数
- 国際Aマッチ 1試合 0得点（1998年）[3]

| ブラジル代表 | 国際Aマッチ | 国際Aマッチ |
| 年           | 出場        | 得点        |
| ------------ | ----------- | ----------- |
| 1998         | 1           | 0           |
| 通算         | 1           | 0           |